# Aqua Teen Hunger Force
Aqua Teen Hunger Force (ATHF, Aqua Teen, з 8 травня 2011 року — Aqua Unit Patrol Squad 1') — американський багатосерійний 11-хвилинний мультсеріал, що транслюється на каналі Cartoon Network в блоці Adult Swim в Америці, також в Канаді на каналі TeleToon. В Україні мультсеріал транслюється на каналі QTV. Прем'єра мультсеріалу відбулася 30 грудня 2000 року. У 2007 році з'явився на світ повнометражний фільм Aqua Teen Hunger Force Colon Movie Film for Theaters. У 2012 році на каналі Qtv відбулася прем'єрна трансляція усіх на той час сезонів мультсеріалу українською мовою (показано 8 сезонів). Карл, Фрайлок — Євген Малуха, Майстер Шейк — Олександр Чмихалов, М'ясун — Катерина Брайковська.

## Сюжет мультсеріалу
Головні персонажі шоу — Майстер Шейк (Master Shake), Фрайлок (Frylock) та М'ясун (Meatwad) — є промовистими продуктами з фаст-фуд закладів — стаканчик з молочним коктейлем, пакетик картоплі фрі та м'ясна тюфтелька відповідно. Вони знімають будинок у Нью-Джерсі, в ранніх епізодах вони були детективами, але згодом вони стали безробітними (у деяких серіях у відкриту йдеться, що живуть персонажі на допомогу), хоча періодично вони знаходять собі роботу. У них є сусід — Карл, якому періодично доводиться страждати від фаст-фудової команди. Серії не пов'язані між собою і практично не мають чіткого сенсу. Карл часто вмирає, але в наступних серіях він живий, тому Карла часто порівнюють з Кенні Маккорміком з мультсеріалу Південний Парк.
Автори ідеї серіалу — Дейв Вілліс та Метт Майєлларо, в деяких серіях допомагають розробникам люди з Stoopid Monkey — компанії, що бере участь у створенні «Робоципу», тобто Метью Сінрайх (англ. Matthew Senreich), Майк Фасоло (англ. Mike Fasolo) і Сет Грін (Seth Green).

## Сезони
Наразі існує 11 сезонів мультсеріалу.

## Aqua Unit Patrol Squad 1
У восьмому сезоні назву мультсеріалу було змінено — з 8 травня 2011 року мультсеріал отримав назву «Aqua Unit Patrol Squad 1», а сюжет був змінений. Того ж дня мультсеріал вийшов в ефір на американському каналі Cartoon Network у нічному блоці Adult Swim. Всього вийшло 10 серій сезону, на DVD новий сезон вийшов у жовтні 2011 року.